# These New Puritans
These New Puritans (por vezes abreviado para TNPS) são uma banda de art rock britânica de Essex, Inglaterra. O grupo é composto por Jack Barnett (compositor, produtor, vocalista, multi-instrumentista), seu irmão gêmeo George Barnett (baterias, loops), Thomas Hein (baixo, sampler, bateria), e Elisa Rodrigues (voz). Até agora, gravaram dois discos, Beat Pyramid, lançado em 2008, e Hidden, de 2010.

## História
Formada em meados 2005, a banda teve a primeira gravação na compilação Digital Penetration Vol. 1 do selo Alt Delete, em 2006. Com a produção de James Ford (Simian Mobile Disco), eles lançaram o single "Elvisss".
Em 2007, produziram uma música de 15 minutos utilizada no desfile do designer Hedi Slimane, para a Dior Homme, que ocorreu no outono /inverno.
Seu primeiro álbum, Beat Pyramid, foi marcado por influencia do pós-punk e post rock. A partid do álbum Hidden,, lançado em 2010, a banda começou a fazer experiências com diferentes formas musicais, neste álbum, por exemplo, é utilizado o tambores taiko japonês, fagotes, trompas, e arranjos baseados em percussão e, pós-produção eletrônica.

## Discografia

### Álbuns de estúdio
- Beat Pyramid (2008)
- Hidden (2010)
- Field of Reeds (2013)

### Singles e EPs
- "Now Pluvial" (30 de Outubro de 2006) – Gramophone record[6]
- "Navigate, Navigate" (21 de Maio de 2007) – 12"/digital download
- "Numbers"/"Colours" (5 Novembro de 2007) – 7"
- "Elvis" (21 Janeiro de 2008) – 7"/CD[7]
- "Swords of Truth" (5 Maio de 2008) – 7"/12"/digital download[8]
- "We Want War" (11 Janeiro de 2010) – 10"/digital download
- "Attack Music" (12 April 2010) – Digital Download
- "Hologram" (26 July 2010)

### Compilações
These New Puritans contribuiu com músicas para as seguintes coletâneas:
- "Chamber" – Digital Penetration Vol. 1 (Alt Delete Records, Setembro de 2006)
- "I Want to Be Tracey Emin" – em Future Love Songs (Angular Recording Corporation, Dezembro de 2006)
- "Elvis (demo)" – em Dance Floor Distortion (Dezembro de 2006)
- "Colours" – em 2000 Trees: Cider Smiles Vol. 1 (Hide & Seek Records, Junho de 2008)